# Hellas Verona FC
Hellas Verona Football Club, zkráceně jen Verona je italský fotbalový klub hrající v sezóně 2024/25 v 1. italské fotbalové lize sídlící ve městě Verona v regionu Benátsko.
Klub byl založen v říjnu roku 1903 skupinou studentů z vysoké školy Scipione Maffei, kteří jej na návrh profesora řeckého původu Decio Corubolo pojmenovali Associazione Calcio Hellas (Hellas: Řekové nazývají stát Řecko). Nejvyšší soutěž klub začal hrát již v sezoně 1910/11. Po válce se klub změnil na Football Club Hellas Verona. jenž prožíval vrcholnou éru v 80. letech 20. století. Až do sezony 1928/29 se účastnili Nejvyšší soutěže. Jenže skončil na sestupovém místě a spadl do druhé ligy. Dne 1. srpna 1929 se kluby z města Verona (Hellas, Bentegodi a Scaligera) sloučily do jedoho klubu: Associazione Calcio Verona.
Klub až do sezony 1956/57 hrál druhou ligu, kromě dvou válečných sezon (1941/42, 1942/43). Postup do nejvyšší ligy vyšel dobře a postoupili z prvního místa. V nejvyšší lize zůstali jen jednu sezonu a sestoupili. Do sezony 1958/59 už nastupuje s názvem Associazione Calcio Hellas Verona protože se sloučil s klubem AS Hellas. Dlouhé čekaní na postup do nejvyšší ligy bylo zastaveno v sezoně 1967/68, když se umístil na druhém místě.
Evropské poháry hráli prvně v sezoně 1969/70 a to Středoevropský pohár. Došli do osmifinále, když prohráli na Slavii Praha 7:1. Nejvyšší ligu museli opustit po sezoně 1973/74. Klub byl uznán vinným z úplatku a sestoupil. Ale do nejvyšší ligy se vrátil co v nejkratší době ze třetího místa (1974/75).
První velký úspěch bylo finále italského poháru, kde prohráli 4:0 s Neapolí. Klub opět sestoupil v sezoně 1978/79 a vrátil se na sezonu 1982/83. Od téhle chvíle začala nejlepší období v historii klubu. Dokráčel po druhé do finále italského poháru, kde prohráli s Juventusem (2:0 a 0:3 v prodloužení) a ve Středoevropském poháru se umístili na čtvrtém místě. V lize skončili na skvělém čtvrtém místě. V sezoně 1983/84 se klub umístil na šestém místě a v italského poháru dokráčeli opět do finále, kde prohráli s AS Řím (1:1, 0:1). V poháru UEFA došli do 2. kola.
Největší úspěch v dosavadní historii klubu bylo vybojováno v sezoně 1984/85. Klub koupil německého obránce Briegla a dánského útočníka Larsena. V době kdy rivalové kupovali světové hráče (Michel Platini, Zico, Maradona, Sócrates nebo Karl-Heinz Rummenigge) a Itálie byla mistrem světa s klubu podařilo vyhrát titul o čtyři body před klubem Turin Calcio. V příští sezoně hrál klub o pohár PMEZ, došel do 2. kola. Další úspěch byl v poháru UEFA když došel do čtvrtfinále.
Majitel klubu Chiampan se snažil v dalších letech udržet klub na vysoké úrovni, ale kvůli postupnému prodeji klíčových hráčů, kteří určili dobytí titulu v důsledku hospodářského a firemního narušení, v sezóně 1989/90 sestoupil do druhé ligy. Během sezony 1989/90 klub se musel přejmenovat kvůli financím na Verona Football Club. Sezonu dohráli a po nečekaném druhém místě postoupili do nejvyšší ligy.
Do sezony 2007/08 když klub začal hrát ve třetí ligu si nejvyšší ligy klub zahrál v pěti sezonách (nejlepší umístění bylo 9. místo v sezoně 1999/00). Ze třetí ligy se klub dostal po vyhraném play off v sezoně 2010/11.
Nejvyšší soutěž hrál celkem ve 48 sezonách (nejdéle od sezony 1910/11 do 1928/29). Serii A hrál nejdéle 8 sezon (1982/83) až 1989/90). V italském poháru je největší úspěch finále ve 3 sezonách.
Ve druhé lize klub odehrál 54 sezon a vyhrál ji 3x.

## Změny názvu klubu
- - 1910/11 – 1918/19 – AC Hellas (Associazione Calcio Hellas)
  - 1919/20 – 1928/29 – FC Hellas Verona (Football Club Hellas Verona)
  - 1929/30 – 1957/58 – AC Verona (Associazione Calcio Verona)
  - 1958/59 – 1990/91 – AC Hellas Verona (Associazione Calcio Hellas Verona)
  - 1991/92 – 1994/95 – Verona FC (Verona Football Club)
  - 1995/96 – Hellas Verona FC (Hellas Verona Football Club)

## Získané trofeje

### Vyhrané domácí soutěže
- Serie A ( 1x )

(1984/85)
- Serie B (3x)

1956/57, 1981/82, 1998/99

#### Medailové umístění
| Medaile umístění | Sezona                    |
| ---------------- | ------------------------- |
| Serie A          | 1984/85                   |
| Italský pohár    | 1975/76, 1982/83, 1983/84 |

## Soupiska
Aktuální k 4. 2. 2025
| Číslo |            | Pozice | Hráč                    |
| ----- | ---------- | ------ | ----------------------- |
| 1     | Itálie     | B      | Lorenzo Montipò         |
| 2     | Anglie     | O      | Daniel Oyegoke          |
| 3     | Dánsko     | O      | Martin Frese            |
| 4     | Rakousko   | O      | Flavius Daniliuc        |
| 5     | Itálie     | O      | Davide Faraoni          |
| 6     | Argentina  | O      | Nicolás Valentini       |
| 7     | Francie    | Ú      | Mathis Lambourde        |
| 8     | Srbsko     | Z      | Darko Lazović (kapitán) |
| 9     | Švédsko    | Ú      | Amin Sarr               |
| 10    | Senegal    | Z      | Cheikh Niasse           |
| 11    | Dánsko     | Ú      | Casper Tengstedt        |
| 12    | Chorvatsko | O      | Domagoj Bradarić        |
| 14    | Kapverdy   | Ú      | Dailon Livramento       |
| 15    | Francie    | O      | Yllan Okou              |
| 18    | Maroko     | Z      | Abdou Harroui           |
| 19    | Dánsko     | O      | Tobias Slotsager        |

| Číslo |                   | Pozice | Hráč               |
| ----- | ----------------- | ------ | ------------------ |
| 20    | Kypr              | Z      | Grīgorīs Kastanos  |
| 22    | Itálie            | B      | Alessandro Berardi |
| 24    | Francie           | Z      | Antoine Bernede    |
| 25    | Německo           | Z      | Suat Serdar        |
| 27    | Polsko            | O      | Paweł Dawidowicz   |
| 31    | Slovensko         | Z      | Tomáš Suslov       |
| 33    | Slovensko         | Z      | Ondrej Duda        |
| 34    | Itálie            | B      | Simone Perilli     |
| 35    | Kolumbie          | Ú      | Daniel Mosquera    |
| 38    | Belgie            | Z      | Jackson Tchatchoua |
| 42    | Itálie            | O      | Diego Coppola      |
| 72    | Pobřeží slonoviny | Ú      | Junior Ajayi       |
| 87    | Itálie            | O      | Daniele Ghilardi   |
| 90    | Belgie            | Ú      | Luca Monticelli    |
| 98    | Itálie            | B      | Federico Magro     |
| 99    | Švédsko           | O      | Karlson Nwanege    |

## Účast v ligách
| Úroveň soutěže | Název soutěže (nynější název) | První hraná sezona | Poslední hraná sezona | celkem odehraných sezon |
| -------------- | ----------------------------- | ------------------ | --------------------- | ----------------------- |
| 1              | Serie A                       | 1910/11            | 2024/25               | 49                      |
| 2              | Serie B                       | 1929/30            | 2018/19               | 54                      |
| 3              | Serie C                       | 1941/42            | 2010/11               | 6                       |

Historická tabulka Serie A od sezony 1929/30 do 2023/24.
| Celkové místo | Odehraných sezon | Celkem bodů | Celkem zápasů | Celkem výher | Celkem remíz | Celkem proher | Celkové skore |
| ------------- | ---------------- | ----------- | ------------- | ------------ | ------------ | ------------- | ------------- |
| 16            | 33               | 1059        | 1094          | 287          | 356          | 451           | 1152:1499     |

## Fotbalisté

### Historické statistiky
| Počet utkání | Počet utkání       | Počet utkání |  | Počet branek | Počet branek         | Počet branek |
| Pořadí       | Jméno              | Počet        |  | Pořadí       | Jméno                | Počet        |
| 1.           | Roberto Tricella   | 324          |  | 1.           | Adaílton             | 52           |
| 2.           | Emiliano Mascetti  | 324          |  | 2.           | Luca Toni            | 51           |
| 3.           | Rafael             | 308          |  | 3.           | Egidio Chiecchi      | 50           |
| 4.           | Vincenzo Italiano  | 260          |  | 4.           | Giampaolo Pazzini    | 50           |
| 5.           | Antonio Di Gennaro | 258          |  | 5.           | Preben Elkjær Larsen | 48           |

### Rekordní přestupy
| Nákup  | Nákup            | Nákup     | Nákup           | Nákup          |  | Prodej | Prodej          | Prodej    | Prodej     | Prodej         |
| Pořadí | Jméno            | sezona    | klub            | částka         |  | Pořadí | Jméno           | sezona    | klub       | částka         |
| 1.     | Juan Iturbe      | 2014/2015 | Porto           | 15 mil. Euro   |  | 1.     | Marash Kumbulla | 2021/2022 | Řím        | 26,5 mil. Euro |
| 2.     | Giovanni Simeone | 2022/2023 | Cagliari        | 10,5 mil. Euro |  | 2.     | Juan Iturbe     | 2002/2003 | Řím        | 24,5 mil. Euro |
| 3.     | Mert Cetin       | 2021/2022 | Řím             | 7,8 mil. Euro  |  | 4.     | Sofyan Amrabat  | 2019/2020 | Fiorentina | 19,5 mil. Euro |
| 4.     | Ivan Ilić        | 2021/2022 | Manchester City | 7,5 mil. Euro  |  | 4.     | Cyril Ngonge    | 2023/2024 | Neapol     | 18 mil. Euro   |
| 5.     | Mauro Camoranesi | 2000/2001 | Cruz Azul       | 7 mil. Euro    |  | 5.     | Ivan Ilić       | 2023/2024 | Turín      | 16,5 mil. Euro |

### Na velkých turnajích

#### Účastníci Mistrovství světa
- Roberto Tricella (MS 1986)
- Antonio Di Gennaro (MS 1986)
- Giuseppe Galderisi (MS 1986)
- Preben Elkjær Larsen (MS 1986)
- Hans-Peter Briegel (MS 1986)
- Nelson Gutiérrez (MS 1990)
- Anthony Šerić (MS 2002)
- Ruslan Nigmatullin (MS 2002)
- Vaggelīs Moras (MS 2014)
- Lee Seung-woo (MS 2018)
- Ajdin Hrustic (MS 2022)
- Martin Hongla (MS 2022)
- Darko Lazović (MS 2022)
- Ivan Ilić (MS 2022)

#### Účastníci Mistrovství Evropy
- Preben Elkjær Larsen (ME 1988)
- Thomas Berthold (ME 1988)
- Martin Laursen (ME 2000)
- Antonín Barák (ME 2020)
- Paweł Dawidowicz (ME 2020)
- Paweł Dawidowicz (ME 2024)
- Karol Świderski (ME 2024)
- Tomáš Suslov (ME 2024)
- Ondrej Duda (ME 2024)

#### Účastníci Copa América
- Pedro Troglio (CA 1989)
- Claudio Caniggia (CA 1989)
- Rafael Márquez (CA 2015)

#### Účastníci Afrického poháru národů
- Karamoko Cissé (APN 2008)
- Martin Hongla (APN 2021)

#### Účastníci Olympijských her
- Romolo Bizzotto (OH 1948)
- Maurizio Iorio (OH 1984)
- Pietro Fanna (OH 1984)
- Roberto Tricella (OH 1984)
- Giuseppe Iachini (OH 1988)
- Damiano Tommasi (OH 1996)
- Luca Mezzano (OH 2000)

## Česká stopa

### Hráči
- Antonín Barák (2020–2022)
- Ondřej Herzán (2007–2008)
- Michael Rabušic (2014)